# Beat Guillem de Tolosa
Guillem de Tolosa (Tolosa, c. 1297 - 18 de maig de 1369) fou un frare agustinià. És venerat com a beat per l'Església catòlica.

## Biografia
La informació biogràfica sobre la figura del religiós es pot deduir exclusivament d'una Vita tardana i hagiogràfica publicada per Nicolas Bertrand el 1515.
Havia nascut a Tolosa cap al 1297 en el si d'una família noble. A dinou anys va ingressar a l'Orde de Sant Agustí al convent de la seva ciutat. Va ésser enviat a París per estudiar teologia. En tornar-ne, va predicar, adquirint gran fama pels seus sermons, per promoure la devoció envers les ànimes del purgatori i com exorcista.
Molt auster, va ésser molt caritatiu amb els necessitats i feia molta pregària, ja que considerava que l'activitat perfecta del cristià havia d'ésser "pregar o contemplar o parlar de Déu".
Va ésser prior al convent de l'orde a Pàmies, però passà la major part de la seva vida al convent de Tolosa, al barri de Sant Estève, on el 1341 tingué lloc el capítol general de l'orde.
Hi morí, amb fama de santedat, el 18 de maig de 1369.

## Veneració
Fou sebollit al cementiri del convent, però a demanda del poble, que el tenia per sant, va haver d'ésser traslladat a l'interior de l'església, on pogués ésser venerat pels fidels. El culte fou confirmat per Lleó XIII en 1893, fixant-ne la festivitat el 18 de maig.
La primera vida del beat va ésser la de Nicolau Bertran a De Tholosanorum gestis, imprès el 1515, on recull les tradicions locals sobre el frare.